# فو جونغ
فو جونغ (بالصينية: 傅勇) هو سباح صيني، ولد في 4 يناير 1978.

## وصلات خارجية
- فو جونغ على موقع الاتحاد الدولي للسباحة (الإنجليزية)
- فو جونغ على موقع أوليمبيديا (الإنجليزية)
- فو جونغ على موقع اللجنة الأولمبية الصينية (الإنجليزية)